# 神代知衣
神代知衣（日语：神代 知衣，1960年10月17日—），日本女性配音員、旁白。出身於山口縣。81 Produce所屬，以前經歷江崎Production（現改名Mausu Promotion）、Production baobab。身高159cm。A型血。
本名美山智惠（美山 智恵），舊藝名神代智惠（神代 智恵）。

## 來歷、人物
神代從6歲開始學習跳日本舞，短大時期學習過繪畫。大學畢業後，原本並沒有想從事配音工作，而是選擇在老家附近的公司上班，原因是她對自己的聲音相當自卑。
但是經過半年之後，神代卻決定挑戰當聲優。因此，神代拜託哥哥，從山口來到東京發展。在東京定居下來之後，神代開始找尋兼職工作，結果在雜誌上找到薪資較高的活動主持人工作，並做了1年。
在這1年之間，神代利用兼差工作以外的時間進入東京播報學院學習。為了讓自己獨特聲音能發揮所長，她選擇了聲優科系，並在畢業之後的1984年，以電視動畫在聲優業界出道。
1989年，神代與同行伊倉一惠、坂本千夏共3人組成和聲組合「GALLOP」。後在2011年，舉辦和聲組合「GALLOP」時隔20年的復活Live活動。
2008年12月，神代另與其他聲優夥伴舉辦爵士樂演奏活動。翌年2月，她的官方網誌『笑門福!!』開設，並在4月再度舉辦爵士樂演奏活動。
在她的為人熟悉代表配音作品中，有《龍族拼圖》的德澤諭吉、《烏龍少爺》主角御坊茶魔、《NG騎士檸檬汽水&40》的蛋Q、《爆走兄弟Let's & Go!!》系列的三國藤吉、《妙手小廚師》的可樂餅、《機動戰士鋼彈F91》的安娜瑪莉·布魯姬、《龍貓》的小滿及《咕嚕咕嚕魔法陣 (1994年版)》&《心跳♡傳說》的多瑪·帕洛特；除了日本動畫之外，也有在英國長壽動畫《湯瑪士小火車》擔任培西（火車）、美國長壽動畫《辛普森一家》長女莉莎·辛普森的日語配音。
興趣和特長是跳日本舞（花柳桃吉）、敲擊助六太鼓。

## 演出
粗體字表示主要角色。

### 電視動畫
年份不詳
- 蠟筆小新（電視上的大嬸、店長）
- 話

1984年
- 福星小子
- 星槍士俾斯麥（瑪莉安·盧維爾[9]）
- （莫可）
- 魔法妖精貝露莎（ずもうマスク、小孩）
- 請多指教跑車郎中（日语：よろしくメカドック）（女大學生A、女大學生A、女大學生）

1985年
- 莎拉公主（瑪莎）
- 昭和笨蛋小說搞笑第1名！（日语：昭和アホ草紙あかぬけ一番!）（普莉姆）
- 鄰家女孩（悅子）

1986年
- 甜蜜公主（正太、UFO）
- 加油！吉塔斯（弘子）
- 珊瑚礁傳說 藍海的艾爾菲（日语：サンゴ礁伝説 青い海のエルフィ）
- 褞袍超人（中村真理子／褞袍粉紅）
- 高校！奇面組（日语：ハイスクール!奇面組）（護理人員）
- Bug甜心（日语：Bugってハニー）（甜心）
- 光之傳說（三田惠）
- 天威勇士 克羅諾斯的大逆襲（法姆）
- 機器人阿丁 (1986年版)（日语：ロボタン）

1987年
- 星戰英豪（日语：赤い光弾ジリオン）（艾迪）
- 超能力魔美（日上、女學生、小孩B、母親、主婦、女教師、弟）
- 城市獵人（美女、太妹A、客人、女性群、OL 等）
- 之後頓珍漢（日语：ついでにとんちんかん）（五十嵐由美）
- 妙手小廚師（可樂餅〈神呂木仁〉）
- 相聚一刻

1988年
- 超能力魔美（少年的母親）
- 小松君 (1988年版)（子）
- 城市獵人2（女、美女A、山貓 等）
- 鬥將!! 拉麵男（餃子）
- 超音戰士Borgman（莫莉·朗格奧爾德）
- 哆啦A夢 (大山羨代版)（女）
- 妙手小廚師（托比）

1989年
- 烏龍少爺（日语：おぼっちゃまくん）（御坊茶魔）
- 獸神萊卡（迷你騎士）
- 麵包超人（ママル）
- 彼得潘的冒險（普西克）

1990年
- NG騎士檸檬汽水&40（蛋Q）
- 森林大帝 (1989年版)（米克）
- 麵包超人（アミー）
- PEACH COMMAND 新桃太郎傳說（旁白）
- 平成天才傻鵬（日语：天才バカボン (アニメ)）（美津子、女孩子、電視記者）
- 勇者凱撒（星川風子）
- 長腿叔叔（喬治）

1991年
- 絕對無敵雷神王（佐藤泰子）
- 太陽勇者火鳥（山咲桃子）
- 丸出日太夫（向日葵）

1992年
- 南國少年奇小邪（伊服克）
- 花的魔法使瑪麗貝爾（沃琪）

1994年
- 蠟筆小新（節子）[注 2]
- 麵包超人（〈初代〉）
- 忍者亂太郎（松茸城少主〈初代〉）
- 咕嚕咕嚕魔法陣 (1994年版)（多瑪·帕洛特、沙帕里妖精、多薩克薩妖精）

1996年
- 烏龍派出所（宏達拉國王子）
- 爆走兄弟Let's & Go!!（三國藤吉、小孩A）

1997年
- 爆走兄弟Let's & Go!! WGP（三國藤吉）

1998年
- 爆走兄弟Let's & Go!! MAX（三國藤吉）
- 開花天使（デモモ）
- 吉本無知子物語（日语：ヨシモトムチッ子物語）（瓢蟲花子的母親）

1999年
- 機械女神J to X（小黑）
- 魔術士歐菲 Revenge（女將）

2000年
- 幻想魔傳 最遊記（清一色式神人形）
- 哈姆太郎（忍者哈姆）
- 咕嚕咕嚕魔法陣 心跳♡傳說（多瑪·帕洛特、沙帕里妖精、多薩克薩妖精）

2001年
- 元氣五胞胎（森野洋洋）
- 熱帶雨林的爆笑生活（達瑪）
- 第一神拳（チャナ）

2002年
- 名偵探柯南（海峽館職員）
- 魔法咪路咪路（丹尼布）

2003年
- 星際少年隊（飼主）
- 高橋留美子劇場（座敷童子）
- 魔法使的條件（黑田歐薩姆）
- 名偵探柯南（山本典子）
- 魔法咪路咪路Golden（拜克）

2004年
- MONSTER（玩戰隊遊戲的小孩A）

2005年
- 陰陽大戰記（玄武的小六）
- Keroro軍曹（ゴモゴモ）
- 魔法少年賈修（可拉魯Q）

2006年
- 發條武士（日语：ぜんまいざむらい）（～、 等）
- 數碼寶貝拯救隊（夜鷹獸（日语：ファルコモン）／銳啄獸／八咫鴉獸／渡鴉獸）

2007年
- 我們這一家（竹輪超人）
- Yes！光之美少女5（貴阿姨）

2008年
- Yes！光之美少女5GoGo！（貴阿姨）
- 銀魂
- 野良耳（日语：のらみみ）（君）
- 野良耳2（君）

2009年
- 閃亮雙胞胎（緣阿姨）

2010年
- 寵物反斗星（シェイカーっち）
- 哆啦A夢 (水田山葵版)（ベソえもん）
- 名偵探柯南（瀧本兩子）

2011年
- 哆啦A夢 (水田山葵版)（機器子）

2012年
- Battle Spirits Sword Eyes（花）
- 星光少女 美夢成真（檀澄子）

2013年
- 星光少女 彩虹舞台（荊千里／摩摩[10]）
- LINE TOWN（桃樂絲）

2014年
- 第一神拳 Rising（チャナ）

2017年
- 小貓奇奇（三毛阿姨）

2018年
- 蠟筆小新（大女總長）
- 偶像時間星光樂園（カメのかいちゃん）
- 小貓奇奇大旅行（三毛阿姨）
- 龍族拼圖（德澤諭吉[11]）

### 電影動畫
1987年
- 他和搖籃曲：星期三的灰姑娘（日语：あいつとララバイ）（新名淳）
- 哆啦A夢：大雄與龍之騎士（洛[12]）
- Bug甜心：Megarom少女舞4622（日语：Bugってハニー）（甜心）
- 魯邦三世：風魔一族的陰謀（女孩子）

1988年
- 龍貓（小滿）

1991年
- 機動戰士鋼彈F91（安娜瑪莉·布魯姬）

1994年
- 哆啦美：青色稻草人（ハート）

1995年
- MEMORIES「最臭兵器」（美樹）

1996年
- 劇場版 咕嚕咕嚕魔法陣（多瑪·帕洛特、沙帕里妖精）
- （宇因奈公子）

1997年
- 赫耳墨斯 愛宛如風（日语：愛は風の如く#映画）（艾嘉佩）
- 爆走兄弟Let's & Go!! WGP：失控迷你賽車大追蹤！（三國藤吉）

2010年
- 昆蟲物語 孤兒哈奇 ～勇氣的旋律～（日语：昆虫物語 みつばちハッチ〜勇気のメロディ〜）

2014年
- 蠟筆小新：大對決！機器人爸爸的反擊（輕便車的主婦[13]）
- 星光少女 群星閃耀 星光☆十強（摩摩[14]）

### OVA
年份不詳
- 世界名作童話全集（人魚公主）

1986年
- 今夜呼叫我（日语：Call Me トゥナイト）（阿雪）

1987年
- 魔境外傳雷帝烏斯（日语：魔境外伝レディウス）（史碧嘉）
- 競技裝甲LEGACIAM（日语：レリックアーマーLEGACIAM）（桃樂絲·托瓦伊夫）

1989年
- 敵人是海賊 ～貓咪們的饗宴～（日语：敵は海賊〜猫たちの饗宴〜）（瑪夏）

1990年
- 機動戰士SD鋼猛競速（日语：機動戦士SDガンダム）（假鋼彈）
- 幸福的形式（日语：しあわせのかたち）（麻里）
- YJ版檸檬天使（日语：レモンエンジェル (漫画)）（水枝）

1991年
- NG騎士檸檬汽水&40 EX 畢克龐貝達城冒險 愛的狂瀾大作戰（蛋Q）

1993年
- NG騎士檸檬汽水&40 EX 期待興奮時空 炎之大搜査線（蛋Q）

1996年
- 驚心動魄村的妖怪們（ゾンビのビショビショ）

1997年
- 永久家族（日语：永久家族）（紗枝）

2002年
- 熱帶雨林的爆笑生活Deluxe（達瑪）

2003年
- 熱帶雨林的爆笑生活Final（達瑪）

2008年
- 柳瀨嵩童話劇場（日语：やなせたかしメルヘン劇場）（牡丹）

2009年
- 珍遊記 -太郎與愉快的朋友們-（日语：珍遊記 -太郎とゆかいな仲間たち-）（老太婆、小清）

2011年
- 裝甲騎兵 幻影篇（奇克洛·巴特勒）

### 遊戲
1991年
- 烏龍少爺（日语：おぼっちゃまくん）（御坊茶魔）[注 3]

1997年
- 天外魔境 第四默示錄（日语：天外魔境 第四の黙示録）（TV人）

1998年
- 爆走兄弟Let's & Go!! 永恆之翼（三國藤吉）

1999年
- SD鋼彈 G世代-ZERO（安娜瑪莉·布魯姬）
- 袋狼大進擊賽車（葛林）
- 超級機器人大戰完全版

2000年
- SD鋼彈 G世代-F（安娜瑪莉·布魯姬、敏米·史密斯）
- 暗雲

2001年
- SD鋼彈 G世代-F.I.F（敏米·史密斯）

2002年
- SD鋼彈 G世代-DA（安娜瑪莉·布魯姬）

2003年
- 青蛙王國DX（日语：ケロケロキング）（籃球小弟、扭蛋穆克）
- 第2次超級機器人大戰α（安娜瑪莉·布魯姬）

2005年
- 魔法少年賈修 友情的電撃 Dream Tag Tournament（日语：金色のガッシュベル!! うなれ!友情の電撃 ドリームタッグトーナメント）（可拉魯Q）

2006年
- SD鋼彈 G世代 PORTABLE（安娜瑪莉·布魯姬）
- 數碼寶貝 拯救隊外傳任務（日语：デジモンセイバーズ アナザーミッション）（夜鷹獸）

2007年
- SD鋼彈 G世代 SPIRITS（安娜瑪莉·布魯姬、敏米·史密斯）

2009年
- 超級機器人大戰NEO（日语：スーパーロボット大戦NEO）（蛋Q）
- 歷史大戰GET（日语：歴史大戦ゲッテンカ）（宇喜多）

2010年
- 混沌之戒（ピュッピュ）

2011年
- SD鋼彈 G世代 WORLD（安娜瑪莉·布魯姬）

2012年
- SDガ鋼彈 G世代 OVER WORLD（安娜瑪莉·布魯姬）

2013年
- 超級機器人大戰Operation Extend（蛋Q）

### 外語配音

#### 演員
馬里昂·拉姆齊
- 警察學校（拉薇恩·胡克斯）
  - 警察學校2：初露锋芒（英语：Police Academy 2: Their First Assignment） ※富士電視台版[注 4]。
  - 警察學校3：初為人師（英语：Police Academy 3: Back in Training） ※TBS版[注 4]。
  - 警察學校4：全民警察（英语：Police Academy 4: Citizens on Patrol） ※TBS版[注 4]。
  - 警察學校5：邁阿密之旅（英语：Police Academy 5: Assignment Miami Beach） ※影碟版、TBS版。
  - 警察學校6：解救圍城（英语：Police Academy 6: City Under Siege） ※影碟版、TBS版。

#### 電影
- 歌舞線上（英语：A Chorus Line (film)）（Kristine〈Nicole Fosse〉）※富士電視台版。
- 兵來將擋（英语：Best Defense）（Morgan Cooper）※電視播出版[注 5]。
- 貓女（薩利〈艾利克斯·布斯汀〉）※朝日電視台版。
- 來去美國 ※影碟版。
- 家族企業（英语：Family Business (film)）（Christine〈Victoria Jackson〉）
- 怪獸與葛林戴華德的罪行（Irma Dugard〈Danielle Hugues〉[15]）
- 我家有個大屍兄（英语：Fido (film)）（Stan Fraser〈Brandon Olds〉）
- 十三號星期五5（英语：Friday the 13th: A New Beginning）（Violet〈Tiffany Helm〉）※朝日電視台版。
- 超級大間諜（英语：Harriet the Spy (film)）（凱瑟琳“奧萊·戈利”〈蘿西·歐唐納〉）※VOD版。
- 小鬼當家（林妮·麥卡利斯特〈安琪拉·哥薩爾斯（英语：Angela Goethals）〉）※富士電視台版[注 6]。
- 小鬼當家2（林妮·麥卡利斯特〈莫琳·伊麗莎白·夏依〉）※富士電視台版。
- 一路響叮噹（強尼）※富士電視台版。
- 走出非洲 ※日本電視台版。
- 比得兔（計程車司機貝蒂〈薩沙·霍勒（英语：Sacha Horler）〉[16]）
- 天才小搗蛋2（英语：Problem Child 2）（麥迪遜〈蒂芬妮·馬塔拉斯〉）
- 最後單身派對（英语：Queens Logic）（Patricia〈Chloe Webb〉）※VHS版。
- 泰迪熊2（Joy〈Cocoa Brown〉[17]）
- 反斗智多星（英语：Wayne's World (film)）（Stacy〈Lara Flynn Boyle〉）
- 歡迎來到叢林（英语：Welcome to the Jungle (2013 film)）（Brenda〈Kristen Schaal〉）※DVD版。
- 誰是你的球僮？（英语：Who's Your Caddy?）（Sherri Shepherd）
- 風雲際會（英语：Willow (film)）（Mims Ufgood）※影碟版。

#### 電視影集
- 辯護律師
- 金剛戰士（Fighting Flea、Maria）
- 今夜布偶秀（英语：Muppets Tonight）（Spamela Hamderson）

#### 動畫
- 安徒生童話 (2007年版)（女王）
- 阿拉丁 (動畫影集)（女性島民）
- 小狗波圖（英语：Balto (film)）（Dixie〈Sandra Dickinson〉）
- 寶貝老闆（Big Boss Baby[18]）
- 貓咪不跳舞（日语：Cats Don't Dance）（Darla Dimple〈Ashley Peldon〉）
- 查理布朗與史努比 (1983年版)（莎莉·布朗）
- 恰恰特快車（英语：Chuggington）（Calley〈Kate Harbour〉）
- 高飛家族
- 小小兵（馬車女性）
- 森林保衛戰（Bucky）
- 企鵝與水晶
- 寵物當家（Chloe飼主）
- 辛普森一家（莉薩·辛普森〈亞德利·史密斯〉）
  - 辛普森一家大電影（莉薩·辛普森）※劇院公映版。
- 家有阿貴（蒙讓）
- 湯瑪士小火車（培西、小孩1）※東京電視台版。
  - 湯瑪士小火車電影系列
    - 第2部：呼叫所有引擎！（日语：きかんしゃトーマス みんなあつまれ!しゅっぱつしんこう）（培西）
    - 第3部：湯瑪士大冒險（日语：トーマスをすくえ!! ミステリーマウンテン）（培西）
    - 第4部：鐵路小英雄（日语：Hero of the Rails）（培西）
    - 第5部：霧霧島陸海空大救援（英语：Thomas & Friends: Misty Island Rescue）（培西）
    - 第6部：柴油火車的祕密行動（英语：Thomas & Friends: Day of the Diesels）（培西）
    - 第7部：藍山礦場的祕密（培西）
    - 第8部：鐵路王國——尋找皇冠之旅（英语：Thomas & Friends: King of the Railway）（培西）
    - 第9部：多多島的勇敢傳說（日语：きかんしゃトーマス 勇者とソドー島の怪物）（培西）
    - 第10部：湯瑪士成長記（英语：Thomas & Friends: The Adventure Begins）（培西）
    - 第11部：多多島之迷失寶藏（英语：Thomas & Friends: Sodor's Legend of the Lost Treasure）（培西）
    - 第12部：鐵路大競賽（英语：Thomas & Friends: The Great Race）（培西）
    - 第13部：衝出多多島（英语：Thomas & Friends: Journey Beyond Sodor）（培西）
    - 第14部：環遊世界大冒險（日语：きかんしゃトーマス Go!Go!地球まるごとアドベンチャー）（培西）
    - 第15部：挖掘與發現（日语：きかんしゃトーマス チャオ!とんでうたってディスカバリー!!）（培西）
    - 第16部：非凡的發明（日语：きかんしゃトーマス おいでよ!未来の発明ショー!）（培西）
- 迷你樂一通（埃爾梅拉·朵芙〈克莉·桑默（英语：Cree Summer）〉）
- 小小湯姆與傑利（吉諾）

### CD
- 南夢宮遊戲塗鴉劇場（瑪比）
- 天外魔境 自來也朧變 影像的電子蓄音盤（插入歌［聲優組合「GALLOP[注 7]」名義］）
- 天外魔境 第四默示錄 Vocal Selection（日语：天外魔境 第四の黙示録）（TV人［劇中歌］）
- 咕嚕咕嚕魔法陣系列（多瑪·帕洛特）
  - 廣播劇CD ～大迷惑！熱血妖精的報恩～
  - 原聲廣播劇 把水晶球拿回來！ 這是黑暗中的大陰謀!!～
- 抓狂一族（西川法子）

### 舞台活動
- GALLOP[注 7] （2011年4月24日）
- GALLOP LIVE （2013年4月6日－7日）
- GALLOP LIVE （2015年6月6日－7日）
- GALLOP LIVE （2017年4月22日－23日）

### 其它
電視節目
- NHK教育
  - 遊戲捉迷藏（哒哒）
  - 易懂數學（日语：わかる算数） 6年級（旁白）
  - 兒童布偶劇場（日语：こどもにんぎょう劇場）
    - 「權狐」
    - 「美好的夜晚」

  - 天才兒童MAX YOU（前田）

- 日本電視台
  - 爆笑100分電視！平成FAMILIES（日语：爆笑100分テレビ!平成ファミリーズ）（旁白）
  - 時空間☆世代之戰 昭和×平成 要SHOW就Hey！Say！（日语：時空間☆世代バトル 昭和×平成 SHOWはHey! Say!）（旁白）

- 富士電視台
  - 小知識之泉（2006年，以御坊茶魔名義擔任「小知識的影子旁白」）
  - （「花畑智」名義）

廣告短片
- 高橋名人的BUG甜心（日语：高橋名人のBUGってハニー） 「～篇」（以演員身份露面和高橋名人共同出演）
- 高橋名人的BUG甜心 「救出原始人篇」「原始人大暴動篇」「好評發售中篇」（甜心）
- 桃太郎傳說系列（旁白）
- 桃太郎電鐵（日语：桃太郎電鉄）系列（旁白）
- （旁白）

其它活動
- 葛飾區鄉土天文博物館（日语：葛飾区郷土と天文の博物館） 天象儀兒童節目（ドームくん）
- 大井川鐵道「湯瑪士小火車會」（培西的配音）－湯瑪士、詹姆士小火車號（日语：SL急行 (大井川鐵道)#きかんしゃトーマス号・ジェームス号）運輸行進時

## 腳註

## 外部連結
- 81 Produce公式官網的聲優簡介 （页面存档备份，存于） （日語）
- （日語）－神代知衣的官方個人部落格。
- 神代知衣的X（前Twitter） （日語）